# Babine jezik
Babine jezik (ISO 639-3: bcr), jezik Babine Indijanaca, porodice athapaskan, kojim govori 500 ljudi (1997 S. Hargus) od 2 200 etničkih Babina (1982 SIL and 1997 S. Hargus) naseljenih na zapadu središnjeg dijela Britanske Kolumbije, Kanada.
Njihove lokalne skupine su Nataotin s rijeke Babine i jezera Babine i Hwotsotenne ili Wet’suwet’en na Bulkley Riveru. Piše se na latinici. Većina govori engleski [eng].

## Vanjske poveznice
- Ethnologue (14th)
- Ethnologue (15th)